# Eugen Seiterle
Eugen Seiterle   (Zúric, 7 de desembre de 1913 - 23 de novembre de 1998) fou un jugador d'handbol suís que va competir durant la dècada de 1930.
El 1936 va prendre part en els Jocs Olímpics de Berlín, on guanyà la medalla de bronze en la competició d'handbol.